# Therese von Sternbach

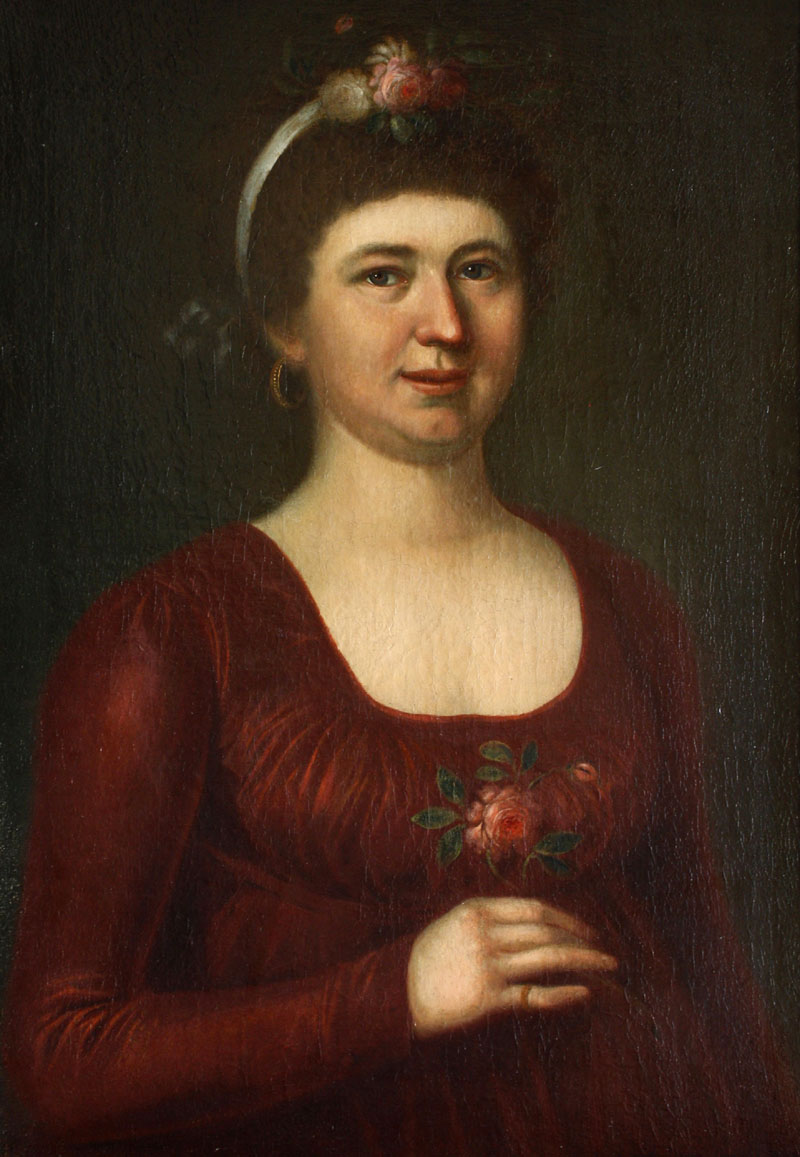
Therese von Sternbach, Porträt um 1800/08

Therese von Sternbach (geboren 20. Mai 1775 in Bruneck; gestorben 5. April 1829 in Mühlau) war eine Tiroler Freiheitskämpferin während des Tiroler Volksaufstands von 1809.

## Leben
Maria Theresia Obholzer war die Tochter von Josef Obholzer und dessen Frau Walburga, geborene Waitz. Das heftig umworbene Mädchen heiratete am 17. Juni 1799 den Reichsfreiherrn Franz Andreas aus der Linie Mühlau des Adelshauses von Sternbach trotz erheblicher Standesunterschiede. Aus der Ehe entstammte der Sohn Karl Matthias und die Tochter Adelheid (1806–1808). Das Paar lebte zunächst auf dem Gut in Gais, bis Franz Andreas nach dem Tod seines Vaters in den Ansitz Rizol, sein Elternhaus in Mühlau, zurückziehen konnte. Dort starb Franz Andreas am 10. Februar 1808.
Seine reiche Witwe verwaltete das ihr zugefallene Erbe umsichtig und legte angesichts der bereits mehrere Jahre währenden Unruhen in Europa weitere Vorräte an. Im Frühjahr 1809 begann der Tiroler Freiheitskampf. Sie unterstützte die Kämpfer im Unterinntal (Josef Speckbacher und Martin Teimer von Wildau) materiell wie auch finanziell, kaufte Gewehre und Munition und nahm ihren eigenen Berichten zufolge auch selbst zu Pferd – ihre Männer anspornend – an den Kämpfen teil.
Im Vorfeld der dritten Schlacht am Bergisel wurde sie am 3. August von den bayerischen Truppen verhaftet, da ihr Schloss als Waffenlager an die Besatzungsmacht verraten worden war. Sie wurde zur Einquartierung von Truppen gezwungen; nach der bayerischen Niederlage wurde sie von den sich zurückziehenden Bayern als streng bewachte Geisel nach München mitgenommen. Den minderjährigen Sohn musste sie in Schloss Rizol zurücklassen. In der Gefangenschaft wurde ihr angedroht, sie zu hängen, woraufhin sie darum bat, mit dem Gesicht nach Österreich und dem Rücken nach Frankreich exekutiert zu werden.
Sternbach, mittlerweile in der Zitadelle von Straßburg inhaftiert und bereits zum Tode verurteilt, wurde am 20. Februar 1810 unverhofft aufgrund der Friedensvereinbarungen freigelassen. Sie fand ihre Besitzungen im Pustertal geplündert vor, gelangte aber durch die Bewirtschaftung der Güter erneut zu Wohlstand. Sie war in der Bevölkerung durch ihre Marotten bekannt: Sie rauchte Pfeife und war leidenschaftliche Jägerin und Billardspielerin.
Ihren Ersuchen am Kaiserhof um finanzielle Hilfe beim Wiederaufbau wurden nicht entsprochen. Am 25. Dezember 1820 erhielt sie jedoch die Große Goldene Civil-Ehrenmedaille von Franz I. in Anerkennung ihrer Verdienste. Der Tiroler Miniaturenmaler Franz Spitzer malte um 1823 mehrere Szenen ihres Lebens, die sie in ihr Tagebuch einfügte. Sternbach starb am 5. April 1829 und wurde in der Sternbacher Familiengruft beigesetzt.